# Rello
Rello es un municipio y localidad española de la provincia de Soria, en la comunidad autónoma de Castilla y León. El término municipal tiene una población de 20 habitantes (INE 2024).

## Geografía

Término municipal

El municipio, situado al sur de Soria, tiene un área de 24,39 km². Por el discurren los arroyos Carraparedes del Sapo, de la Vega y Hocecilla. Perteneció a la comunidad de villa y tierra de Berlanga.
En su término e incluidos en la Red Natura 2000 los siguientes lugares:
- Lugar de Interés Comunitario conocido como Altos de Barahona, ocupando 2437 hectáreas, la totalidad de su término.[1]
- Zona Especial Protección de Aves conocida como Altos de Barahona ocupando 2437 hectáreas, la totalidad de su término.[2]

## Historia
Tras la Reconquista perteneció a la Comunidad de Villa y Tierra de Berlanga hasta el siglo xv en que alcanzó el título de villa dentro del Señorío del Conde de Coruña. A la caída del Antiguo Régimen, la localidad se constituyó en municipio constitucional en la región de Castilla la Vieja, partido de Almazán, que en el censo de 1842 contaba con 58 hogares y 230 vecinos.
A mediados del siglo XIX, el lugar tenía 58 casas. La localidad aparece descrita en el decimotercer volumen del Diccionario geográfico-estadístico-histórico de España y sus posesiones de Ultramar de Pascual Madoz de la siguiente manera:

RELLO: v. con ayunt. en la prov. de Soria (11 leg), part. jud. de Almazan (5), aud. terr. y c. g. de Búrgos (28), dióc. de Sigüenza (6). sit. en un cerro con buena ventilacion y saludable clima; rodeada la pobl. de una ant., sólida y hien conservada muralla, contiene en su recinto 58 casas; la consistorial; escuela de instruccion primaria frecuentada por 40 alumnos de ambos sexos, dotada con 30 fan. de trigo y 300 rs.; una igl. parr. (la Asuncion de Ntra. Sra.) servida por un cura y un sacristan; en uno de los estremos de la muralla, se ven los restos de un alcázar fortificado, que fue destruido por una exalacion, no habiendo quedado mas que algunas paredes y un hermoso algibe de 16 varas de profundidad. térm.: confina con los de Bordecorex, Barcones, Marazobel, Baraona y la Riba de Escalote; dentro de él se encuentra una fuente de buenas aguas, y una ermita (Ntra. Sra. de las Angustias): el terreno quebrado en su mayor parte, es de inferior calidad, pedregoso y de secano, á escepcion de unos pequeños huertos regados con un arroyuelo de curso interrumpido; hay muchos y escelentes prados naturales. caminos: los locales, de herradura y en mediano estado. correo: se recibe y despacha en la cab. del part. prod.: trigo, centeno, cebada, avena, patatas, judias, lentejas, guijas, yeros y buenos pastos, con los que se mantiene ganado lanar, vacuno, mular y asnal; abunda la caza de liebres, conejos y perdices, viéndose entre estas, algunas blancas. ind.: la agrícola y recriacion de ganados. pobl.: 58 vec., 230 alm. cap. imp.: 31,212 rs.
(Madoz, 1849, pp. 409-410)

## Demografía
Cuenta con una población de 20 habitantes (INE 2024).
| Gráfica de evolución demográfica de Rello entre 1842 y 2021                                                           |
| |
| Población de derecho según los censos de población del INE. Población de hecho según los censos de población del INE. |

## Patrimonio
Rello es una villa medieval amurallada, con castillo en uno de sus extremos y todo el caserío encerrado en lo alto de un risco de piedra caliza. En el término encontramos también una atalaya califal con inusual forma troncocónica, llamada Torre del Tiñón, a medio camino de Bordecorex, en la cual legendariamente se sitúa la muerte del caudillo Almanzor, que se retiraba malherido a Medinaceli.
Fue declarado Bien de Interés Cultural en la categoría de Conjunto Histórico el 8 de noviembre de 2001. El castillo figura en el catálogo de Bienes Protegidos de la Junta de Castilla y León en la categoría de Castillo con fecha de declaración 22 de abril de 1949.

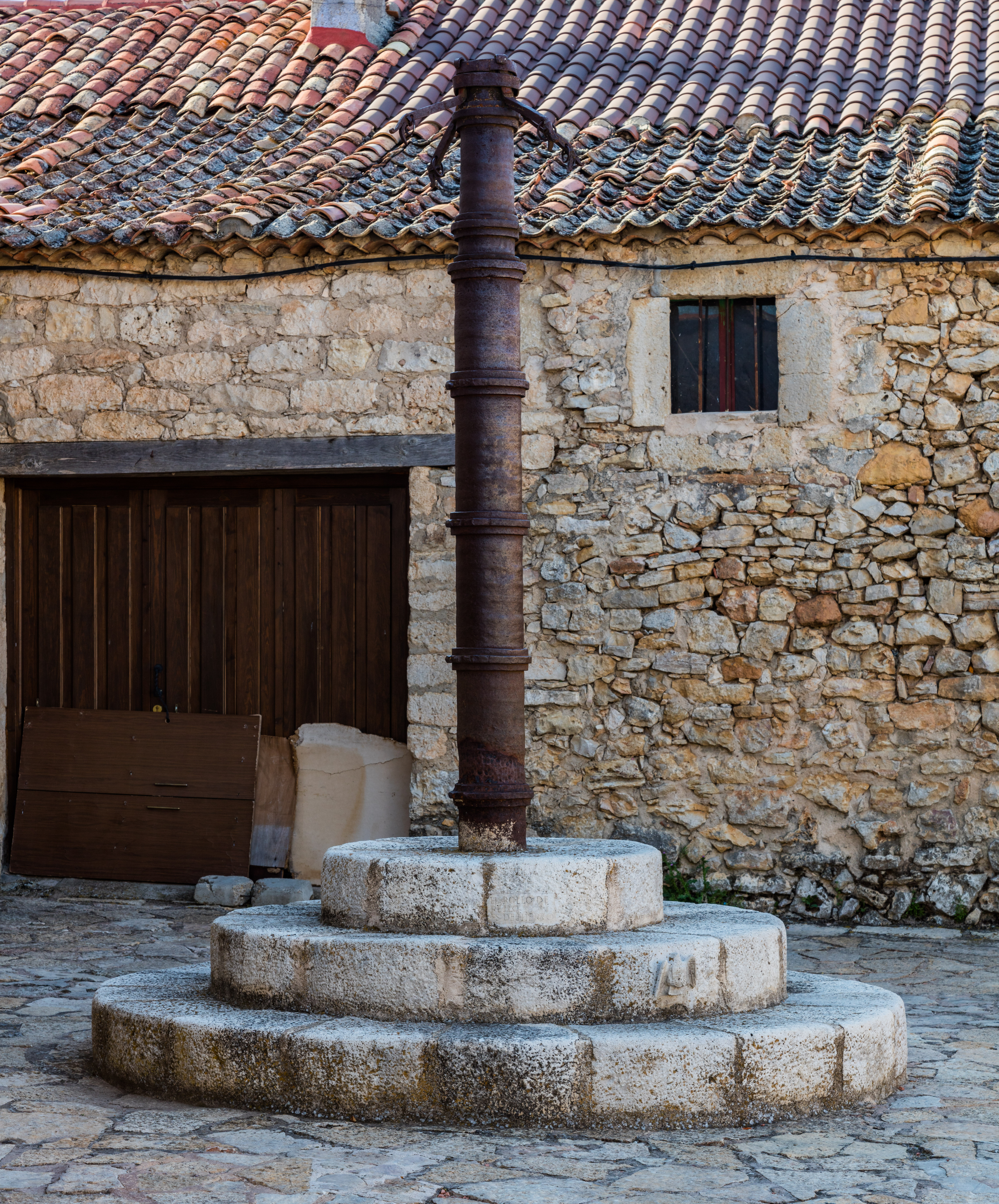
Rollo de justicia.
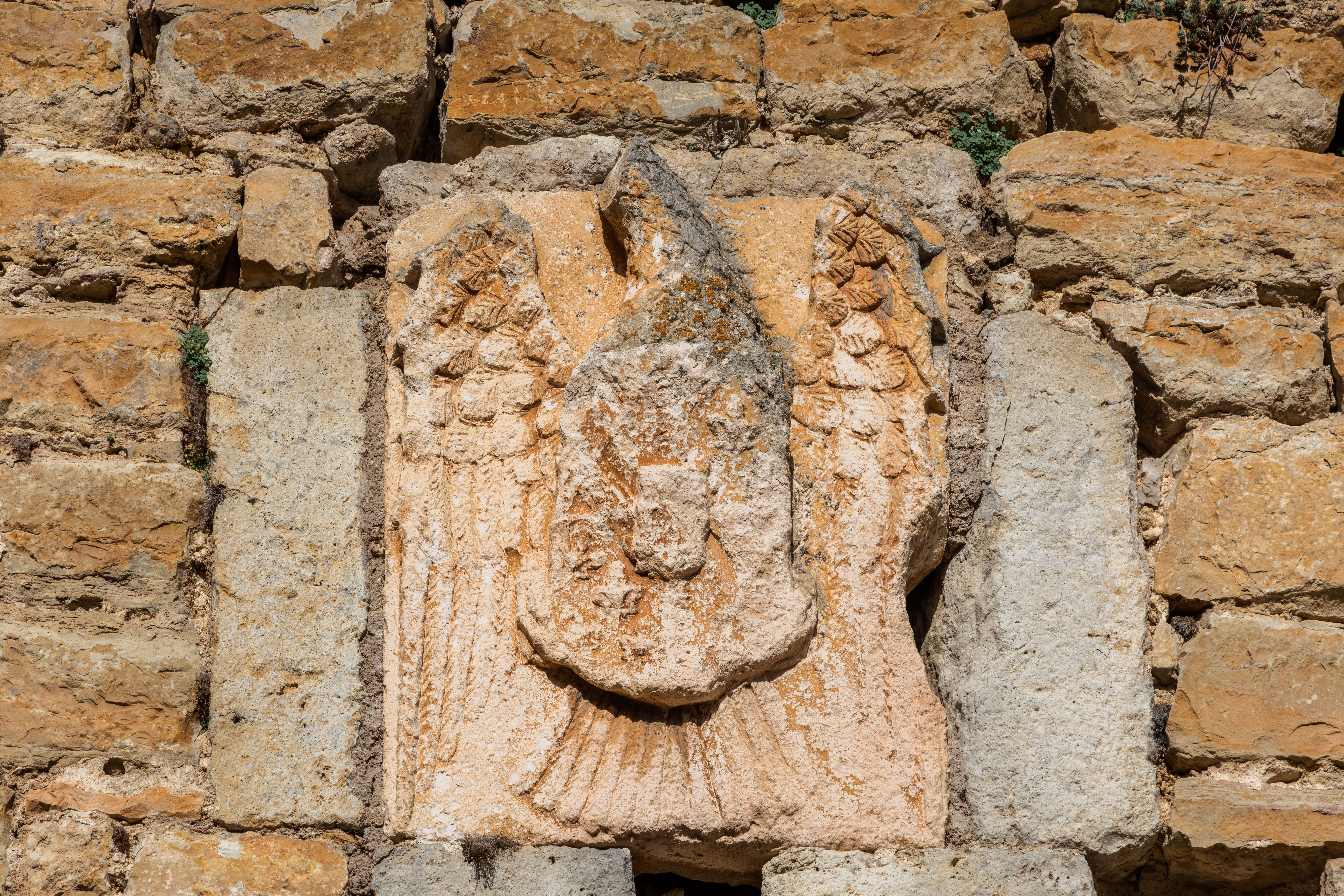
Escudo.
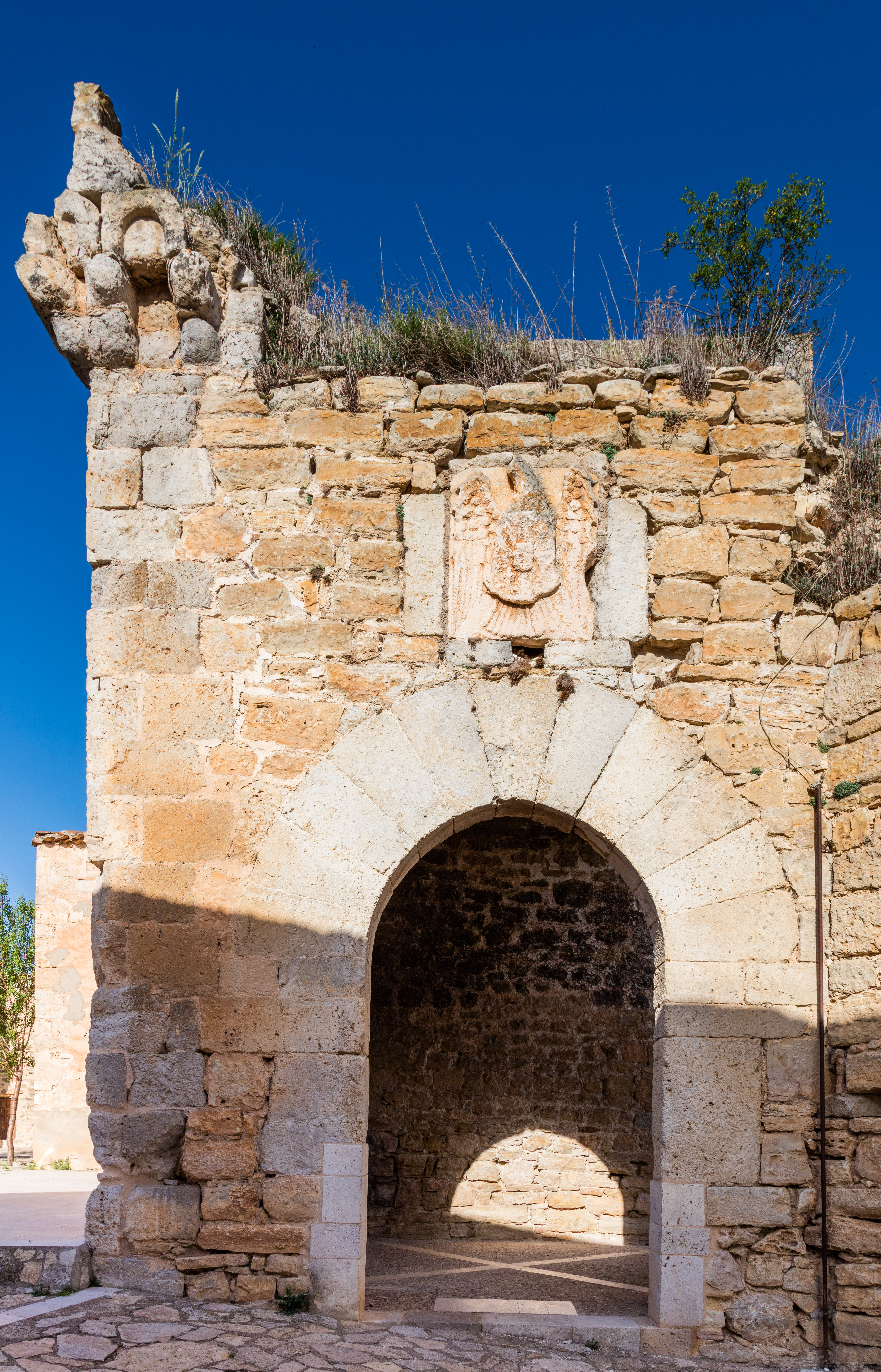
Entrada.
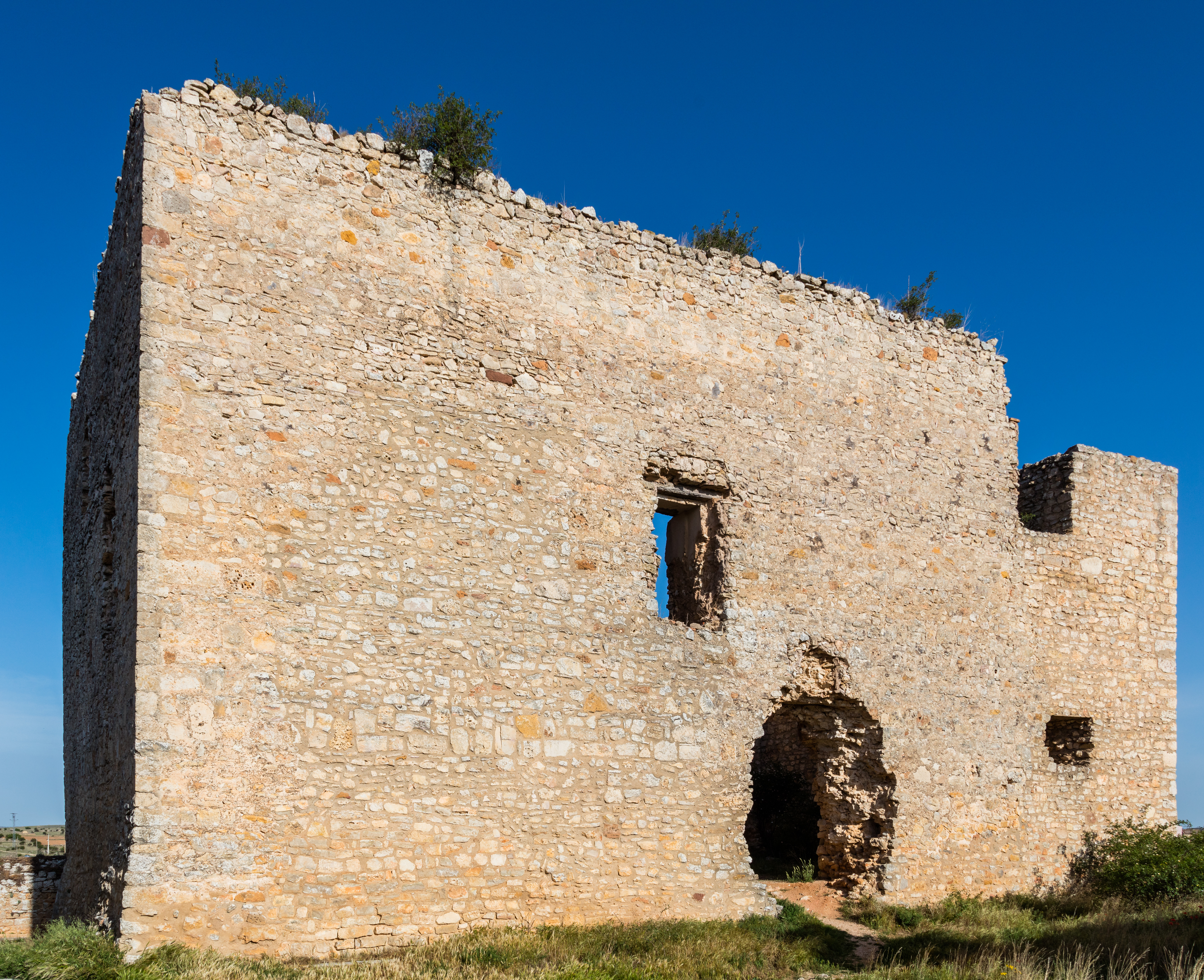
Fortaleza.
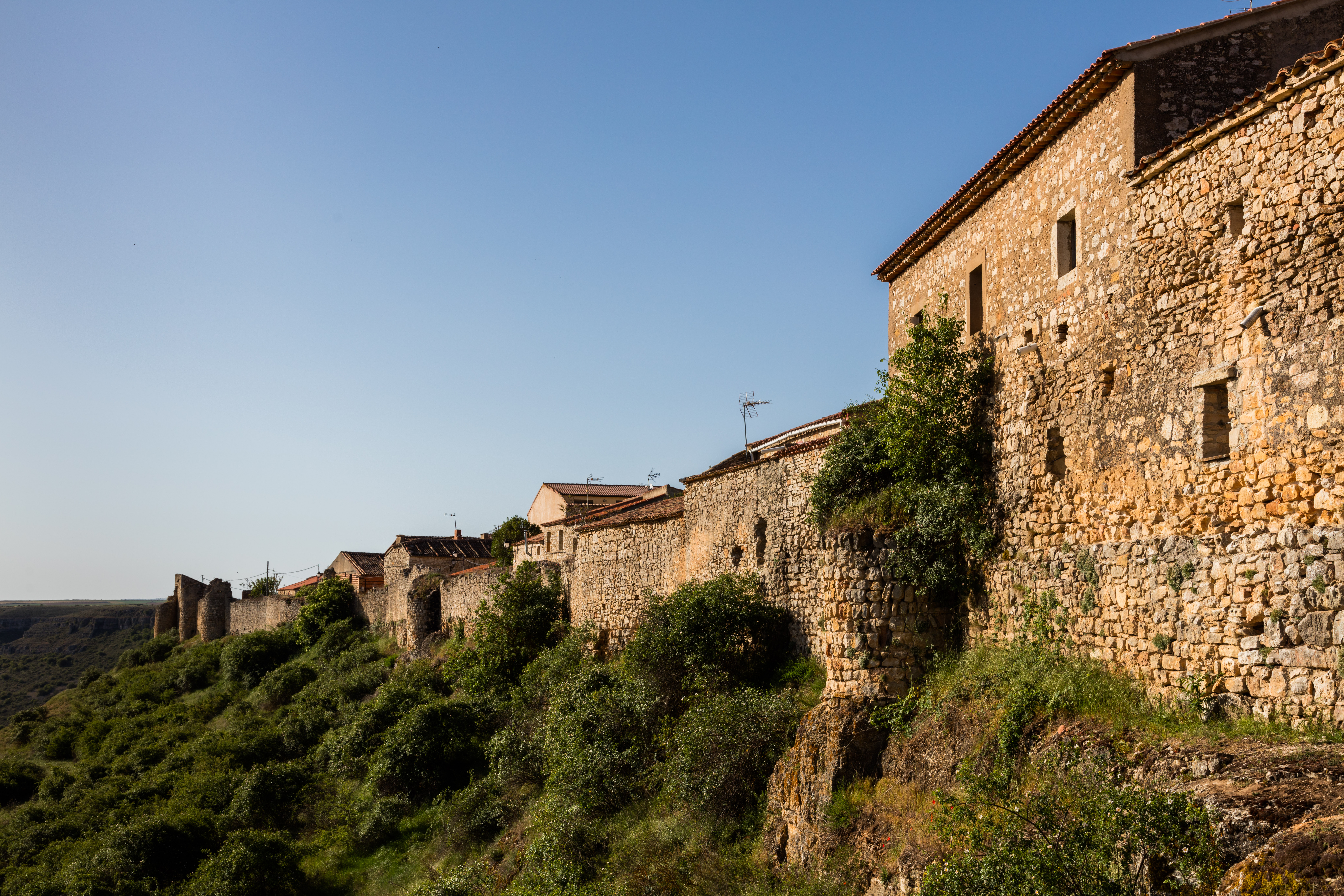
Muralla.
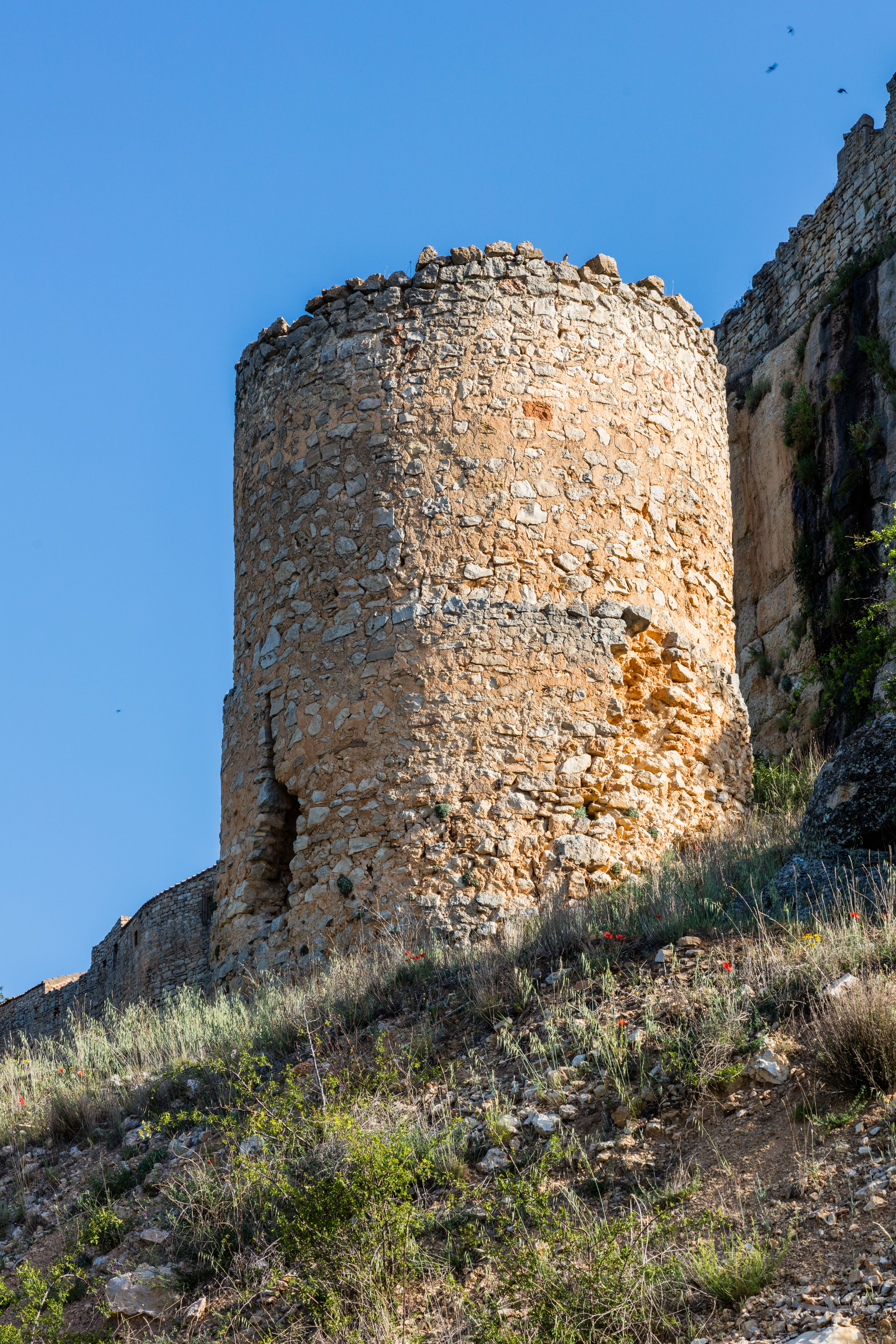
Torreón.
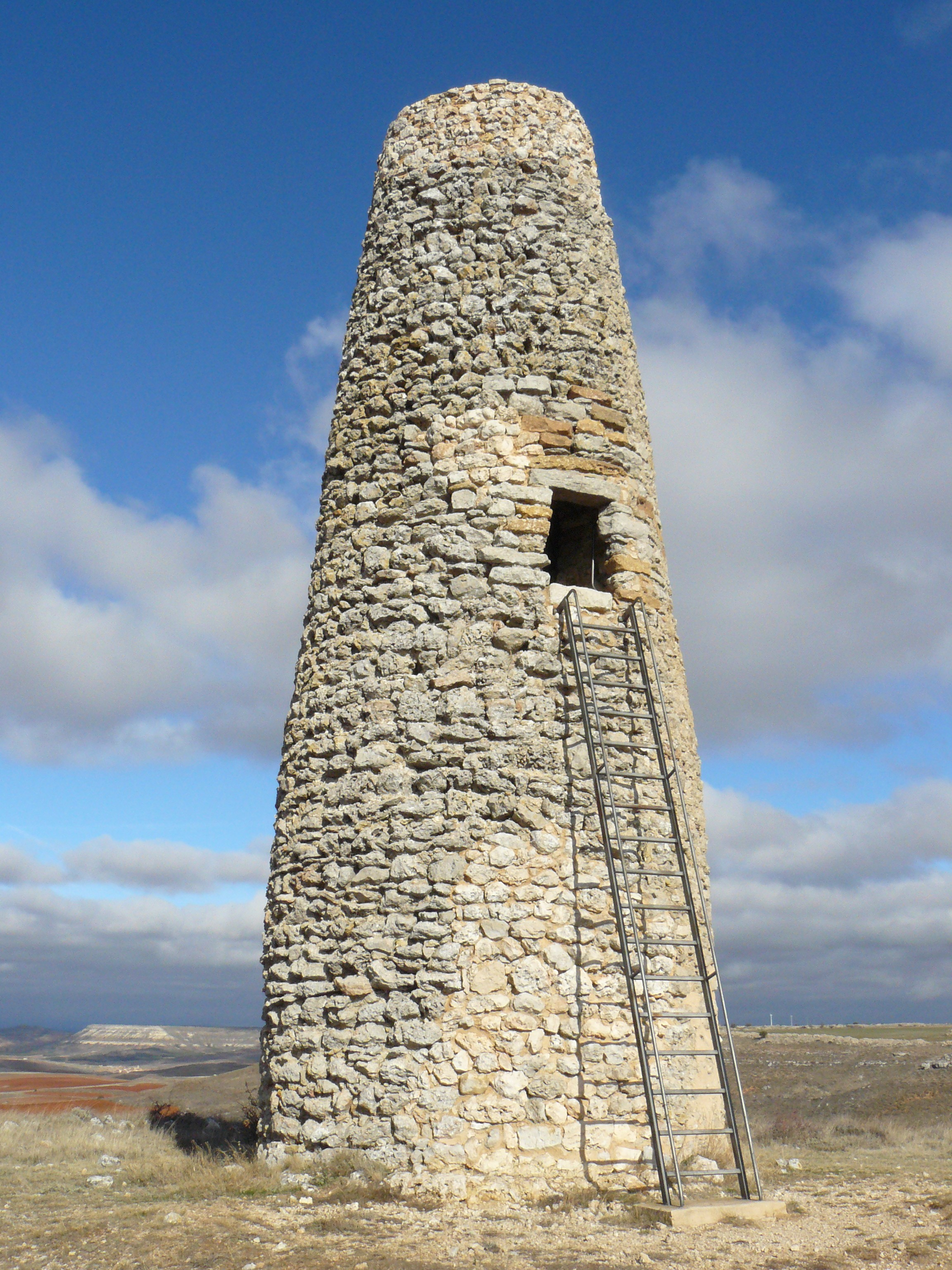
Atalaya del Tiñón, al noroeste de Rello.